# 菅野仁志
菅野 仁志（かんの ひとし、1985年5月7日 - ）は、日本のシルバーアクセサリーデザイナー、TBS『SASUKE』の有力選手。

## 来歴
東京都出身。国士舘大学体育学部卒業。身長168cm 体重70kg。既婚で二児の父。SASUKE ASEAN OPEN CUP 2014 個人第5位。
幼少の頃からブルース・リーやジャッキー・チェンらアクション俳優に憧れを抱き、父親の影響で小学校6年生から自重トレーニングを始め、中学校では体操部が無かったためバスケ部に所属し、練習中に抜け出してはマットでバック転やバク宙の練習をしていた。高校では古豪の体操競技部がある学校に進学し、入学当初は部員が少なく廃部寸前であったが、OBの計らいで部は存続して以降は、練習が無い日でも部室に行くほど、1日も休むことなく体操に打ち込み、競技歴1年で都大会の種目別平行棒で優勝の実績を収めた。
高校卒業後に一浪して国士舘大学に入学。大学でも体操に打ち込む傍ら、同大学の後輩・長崎峻侑が『SASUKE』第17回大会でのFINAL STAGE進出に影響され、SASUKE出場を志す。第20回記念大会に21歳で初出場も、得意なはずのトランポリンエリアでリタイアし、菅野曰く「今まで生きてきた中で1番泣いた」という。その悔しさから収録が終わって帰宅した後に、ボイスレコーダーに肉声を残し「ここで終わったら一生後悔する」と思い、トレーニングを続ける。
2009年春、大学卒業間近で就職すべきか否か悩んでいた時期に、第22回大会開催に伴う予選会を勝ち上がり出場権を獲得。初めて1st STAGEをクリアし一気に3rd STAGEまで進出。同大会でFINALに進出した漆原裕治と並びSASUKE新世代と呼ばれる実力者となった。半年後の第23回大会では3rd STAGEをクリアし、長野誠と肩を並べてFINAL STAGEに進んだが、完全制覇はならなかった。
大学卒業後は、少しの空いた時間もトレーニングに費やすために就職せず、深夜の清掃アルバイトとシルバーアクセサリーのデザインで生計を立てる日々を送る。ところが、FINAL進出以降出場した大会では1stでリタイア、2ndでスタート直後に脱臼し棄権と結果に波が生まれ、出場当初から交際していた彼女との結婚も考え始めたことで、菅野自身『SASUKE』を辞めようと思っていた時期に突入する。
その後、2012年に大会が1年半ぶりに開催されたことを機に再び情熱を注ぎ始め、大会に臨む覚悟が変わったことで4大会連続で3rd STAGE進出を果たす。
2019年2月20日、左肩の反復性脱臼と腱板断裂を手術。
2020年12月、ハードなトレーニングが祟り左肩を再び手術。

## 人物
身長168cm 体重70kg。ベンチプレスMAXは135kg。握力は両手ともに100kg以上の怪力。
バスケットボール歴3年。大学では体操競技以外にも柔道、剣道、合気道、栄養学を学んできた。
普段は自らがデザイン・制作したシルバーアクセサリーを販売する傍ら、ビルメンテナンスの準社員としても勤務している。
トレーニングはウエイト中心に行い、走ることが嫌いなため「SASUKEに必要な走力以外は走りたくない」という。またトレーニングジムが嫌いなため、器具を買い揃えて自宅でトレーニングを行う。樽美酒研二は過去に菅野の自宅に訪れてトレーニングを積んだ経験がある。
SASUKEでは「SASUKE新世代の旗手」のキャッチフレーズがつけられ、憧れの選手に山田勝己とケイン・コスギを挙げている。

## SASUKEでの戦歴

### 大会での戦歴

#### 第20回大会～第22回大会
第20回に初出場。同大会は1stジャンピングスパイダーでリタイア（ゼッケン1976、全カット）。
第22回に予選会を突破し再出場。前々回リタイアしたジャンピングスパイダーや、新第7エリア・スライダージャンプを突破して今大会1人目の1stクリアとなった。初進出の2ndも、サーモンラダーをスムーズに突破しクリア。3rdでは当時突破者が2人しかいなかった新クリフハンガーを超えたが、直後の3連結エリアで腕力を奪われ、苦しさと疲労のあまりに、スパイダーフリップを支える側面の支柱を掴み、板以外の部分で身体を支えたことによるコースアウトでリタイア（ゼッケン49）。競技後のインタビューでは「自分の目指している所はここ(3rd)ではなくてあそこ(FINAL)ですから」と悔しさを露にし涙を見せた。なお、菅野の失格を受け、スパイダーフリップの支柱を掴むことができないように設計が見直された。

#### 第23回大会～第24回大会
前回の活躍を評価され、ゼッケン96番と昇進。1stではハーフパイプアタックで着地のタイミングを逸す場面があったが、攻略し6.21秒残しでクリア。2ndでは、サーモンラダーでバー2段ズレる掛け違いを起こし、さらに片手が外れるというピンチに見舞われるも立て直しに成功。最後はウォールリフティングの3枚目の壁を頭上まで持ち上げるパフォーマンスを魅せ、7.8秒残しでクリアし、2大会連続の3rd進出を決めた。3rdでは前回失格となったスパイダーフリップを凌駕し、最終エリアのグライディングリングもクリアし、初のFINAL進出。FINALでは疲労の影響からか、絶対の自信を誇っていたGロープで苦戦し、残り4m地点でタイムアップ（ゼッケン96）。
第24回は前回ファイナリストの実績を考慮され、ゼッケン99番で登場。1stではジャンピングスパイダーまでは順調にクリアするも、前回苦戦したハーフパイプアタックで2度着地のタイミングを逃し、さらに直後のそり立つ壁で4度失敗の大幅なタイムロスが響き、ターザンロープに到達すると同時にタイムアップ。競技後に「終わりましたよ俺の正月。もう寂しいよ⋯」とタオルを顔に当てたまま蹲ってしまった。

#### 第25回大会～第27回大会
第25回はスタート順を抽選で決め、終盤の89番で登場。前回辛酸を嘗めたそり立つ壁を1回で突破し、10.84秒残しで2大会ぶりに1stを突破。インタビューでは喜びの笑みを浮かべながら「だからやめられないんですよね、この快感が欲しいですから」とコメントを残した。続く2ndでは、前回からの復活エリア・バランスタンクで重心が後方に偏り、背中から落水した。
第26回は、1stに新設された難関エリア・ローリングエスカルゴで落下（ゼッケン93、ダイジェスト）。
第27回はゼッケン1番で登場。対岸の足場が丸太になったハーフパイプアタックで着地のタイミングを逸すタイムロスがあったが、6.57秒残しで1stをクリア。しかし、終盤エリアのスピンブリッジでバランスを崩し、対岸に激突した影響で肩を脱臼。菅野自身の強い希望で2ndに挑戦するも、第1エリアのスライダードロップをクリア後に肩に激痛が走り、挑戦を見届けていた漆原が「菅ちゃんやめよう！」と声をかけたのを聞いて、ダブルサーモンラダー挑戦前の浮島で両腕で×印を表し棄権。競技後に「万全の状態じゃないと、今のSASUKEは厳しいです」とコメントを残し、涙を流した。

#### 第28回大会～第30回大会
第28回は前回苦戦したスピンブリッジを危なげなく突破し、その後のエリアも無難に対処し1stをクリア。2ndでは新エリア続きのステージを冷静に対応し27.16秒残しと最速タイムでクリア。5大会ぶりの3rd進出を決めた。最終競技者となった3rdでは、直前に挑戦した2人が全滅しているクレイジークリフハンガーの飛び移り部分でリタイア（ゼッケン89）。漆原と並び、最優秀成績タイとなった。
第29回は1stを無難にクリア。2ndもステージの難化に対応し、前回同様パッシングウォールを最上段まで上げるパフォーマンスを見せクリア。3rdでは、前回屈したクレイジークリフハンガー対策で10kg減量して挑んだが、前回同様反対側への飛び移りでリタイア（ゼッケン97）。
第30回は1stを25.30秒残しのハイペースでクリア。2ndも無難に突破したが、3rdではクレイジークリフハンガーの飛び移りにまたも失敗（ゼッケン2996）。リタイア後には「何が足りないんだろうな...」と疑問を漏らした。

#### 第31回大会
第31回は新エリアのタックルで1stの難易度が上昇していたが、余裕を持ってクリア。2ndも無難に突破し、4大会連続の3rd進出を成し遂げた。新エリアのサイドワインダーもスムーズにクリアし、直後のクレイジークリフハンガーを4度目の挑戦にして攻略。直後の休憩ゾーンでは、雄叫びを上げ感極まり涙を流す場面も見られた。しかしながら続くバーティカルリミット改では、今大会からマイナーチェンジで生まれた30cmの段差移動で限界を迎え落下（ゼッケン96）。競技後のインタビューでは、「3年連続でクレイジークリフハンガーで落ちていて、この大会で落ちたら、もう次は無いかなと思っていたので絶対掴みたかったです」と胸中を吐露しつつ、「自分の力を全て出して落ちたので、今は本当に清々しいです」と絞め括った。

#### 第32回大会～第38回大会
第32回もゼッケン96番で登場。新第5エリア・ダブルペンダラムまで無難に突破するも、マイナーリニューアルで重量が増したタックルで脚力を削られ、直後のそり立つ壁で苦戦。3度目の挑戦で壁の頂上に手を掛けるも、身体を持ち上げる際に添えた左肩を脱臼。壁の頂上で激痛に耐え蹲りながらタイムアップを迎えた。
第33回は、過去2回クリアしているローリングヒルの下り部分で跳躍に失敗し、対岸に激突しながらのリタイア（ゼッケン92）。
第34回は怪我の影響により欠場したが、会場には足を運んでいた。
第35回は、前々回リタイアしたローリングヒル下りを慎重に突破。自身初挑戦となるフィッシュボーンで進入タイミングを逸し、タイムロスする場面もあったが新第5エリアにして難関のドラゴングライダーに到達。2本目のバーへの飛び移りは成功するも、重心が偏った結果脱線。対岸への着地に失敗し着水（ゼッケン72）。
第36回は怪我の影響により欠場。
第37回は、直近数大会に渡り怪我での欠場が続いた事に対するフラストレーションを語っての挑戦となったが、前回リタイアしたドラゴングライダーの飛び移りのタイミングを逸し、1本目のバーに立ち往生となり、そのままバーにぶら下がって粘ったがタイムアップ（ゼッケン85）。リタイアインタビューでは、悔しさの余り号泣しながら「SASUKEが大好きだからやれてます」と零した。
第38回は8kg減量し、肩の手術後の痛みが無いコンディションで挑むも、ドラゴングライダーで2本目への飛び移りに失敗しリタイア（ゼッケン72、ダイジェスト）。

#### 第39回大会～
第39回は両手ともに握力を100kg以上にして臨んだが、過去3度阻まれたドラゴングライダーの2本目への飛び移りに失敗（ゼッケン76、ダイジェスト）。
第40回は、4大会連続で失敗していたドラゴングライダーを初めて突破するも、出場した大会で1番の減量して挑戦した結果、2連そり立つ壁でスタミナ切れを起こし、2つ目でタイムアップ（ゼッケン3944、ダイジェスト）。これで出場した大会で7大会連続の1stリタイアとなった。
第41回は出場する予定で調整を進めており、今まで行っていなかった走り込みを強化して行ったり、セット練習を行う為に遠征をしたりとかなりのハイペースで仕上げたことが影響したのか、収録日の数日前に脹脛の肉離れを起こし、出場を断念した。
第42回は2大会ぶりに出場。1stではツインダイヤで危ない場面を見せながらも、前回リタイアしたそり立つ壁を一発で登りきり6秒09残しでクリア。第31回大会以来、実に9年ぶりの2nd進出を果たした。クリア後は嬉しさのあまり慟哭を上げながら男泣きした。雨の中挑んだ2ndはバックストリーム中腹で息を切らしてしまいタイムロス。直後のリバースコンベアーに差し掛かったところでタイムアップ（ゼッケン71、ダイジェスト）。最後はコンベアに流されながら池に落ちた。挑戦後のインタビューでは悔しさをこぼしつつも、清々しい表情で「楽しかった」と語った。

### 大会別成績
| 大会       | ゼッケン | STAGE | 記録                     | 備考                                       |
| ---------- | -------- | ----- | ------------------------ | ------------------------------------------ |
| 第20回大会 | 1976     | 1st   | ジャンピングスパイダー   | 全カット                                   |
| 第22回大会 | 49       | 3rd   | スパイダーフリップ       | コース外の鉄骨を掴み失格                   |
| 第23回大会 | 96       | FINAL | Gロープ                  | 残り約3mでタイムアップ                     |
| 第24回大会 | 99       | 1st   | ターザンロープ           | タイムアップ                               |
| 第25回大会 | 89       | 2nd   | バランスタンク           | 転落                                       |
| 第26回大会 | 93       | 1st   | ローリングエスカルゴ     | 中盤、ダイジェスト                         |
| 第27回大会 | 1        | 2nd   | ダブルサーモンラダー     | 肩の脱臼により挑戦前に棄権                 |
| 第28回大会 | 89       | 3rd   | クレイジークリフハンガー | 3→4本目、最優秀成績タイ                    |
| 第29回大会 | 97       | 3rd   | クレイジークリフハンガー | 3→4本目                                    |
| 第30回大会 | 2996     | 3rd   | クレイジークリフハンガー | 3→4本目                                    |
| 第31回大会 | 96       | 3rd   | バーティカルリミット改   | 1→2本目                                    |
| 第32回大会 | 96       | 1st   | そり立つ壁               | クリア直後に肩を脱臼。その場でタイムアップ |
| 第33回大会 | 92       | 1st   | ローリングヒル           | 下り。頂上から跳んだが着地失敗             |
| 第35回大会 | 72       | 1st   | ドラゴングライダー       | 2本目のバーが脱線し対岸への着地失敗        |
| 第37回大会 | 85       | 1st   | ドラゴングライダー       | 1本目終点、タイムアップ                    |
| 第38回大会 | 72       | 1st   | ドラゴングライダー       | 1→2本目                                    |
| 第39回大会 | 76       | 1st   | ドラゴングライダー       | 1→2本目                                    |
| 第40回大会 | 3944     | 1st   | 2連そり立つ壁            | 2つ目の壁、タイムアップ                    |
| 第42回大会 | 71       | 2nd   | リバースコンベアー       | タイムアップ                               |

### 通算成績
| 出場数 | 2nd進出 | 3rd進出 | FINAL進出 | 最優秀成績 |
| ------ | ------- | ------- | --------- | ---------- |
| 19回   | 9回     | 6回     | 1回       | 1回        |

- 2024年 第42回大会終了時点

### 最速タイム
| 大会       | STAGE | 制限時間 | 残りタイム | クリア人数 | 備考 |
| ---------- | ----- | -------- | ---------- | ---------- | ---- |
| 第28回大会 | 2nd   | 135秒    | 27.16秒    | 3人        |      |

## 特筆
- SASUKE挑戦においては、誰よりも美しい肉体で挑むという信条を持っており日々のトレーニングを欠かす事が無い。
- そのハードトレーニングが祟ってか怪我に悩まされる事も多く、SASUKE第27回大会と第32回大会では競技中に肩を脱臼しリタイアを余儀なくされることもあった。しかし、2019年に肩の手術を行い、再びトレーニングを続けている[2]。
- SASUKE新世代の中では、自身より年上にあたる川口朋広と大学の後輩である長崎峻侑と親交が深く、共にSASUKEの自作セットトレーニングを行うことが多い[3]。